# 1. Bundesliga 1981-82
La Fußball-Bundesliga 1981/82 fue la 19.ª temporada de la Bundesliga, liga de fútbol de primer nivel de Alemania Federal. Comenzó el 8 de agosto de 1981 y finalizó el 29 de mayo de 1982.

## Equipos participantes
| Equipo                   | Ciudad             | Estadio                  | Capacidad |
| ------------------------ | ------------------ | ------------------------ | --------- |
| Arminia Bielefeld        | Bielefeld          | Stadion Alm              | 35.000    |
| Bayer Leverkusen         | Leverkusen         | Ulrich-Haberland-Stadion | 20.000    |
| Bayern de Múnich         | Múnich             | Olympiastadion Múnich    | 80.000    |
| VfL Bochum               | Bochum             | Ruhrstadion              | 40.000    |
| Borussia Dortmund        | Dortmund           | Westfalenstadion         | 54.000    |
| Borussia Mönchengladbach | Mönchengladbach    | Bökelbergstadion         | 34.500    |
| FC Colonia               | Colonia            | Müngersdorf Stadion      | 61.000    |
| SV Darmstadt 98          | Darmstadt          | Stadion am Böllenfalltor | 30.000    |
| MSV Duisburgo            | Duisburgo          | Wedaustadion             | 38.500    |
| Eintracht Braunschweig   | Brunswick          | Eintracht-Stadion        | 38.000    |
| Eintracht Frankfurt      | Frankfurt del Main | Waldstadion              | 62.000    |
| Fortuna Düsseldorf       | Düsseldorf         | Rheinstadion             | 59.600    |
| Hamburgo SV              | Hamburgo           | Volksparkstadion         | 80.000    |
| 1. FC Kaiserslautern     | Kaiserslautern     | Stadion Betzenberg       | 42.000    |
| Karlsruher SC            | Karlsruhe          | Wildparkstadion          | 50.000    |
| 1. FC Núremberg          | Núremberg          | Städtisches Stadion      | 64.238    |
| VfB Stuttgart            | Stuttgart          | Neckarstadion            | 72.000    |
| Werder Bremen            | Bremen             | Weserstadion             | 32.000    |

### Relevos
| Pos  | Descendidos de 1. Bundesliga |
| ---- | ---------------------------- |
| 16.º | TSV 1860 Múnich              |
| 17.º | FC Schalke 04                |
| 18.º | SC Bayer 05 Uerdingen        |

| Pos       | Ascendidos de 2. Bundesliga |
| --------- | --------------------------- |
| 1.º Norte | Werder Bremen               |
| 1.º Sur   | SV Darmstadt 98             |
| 2.º Norte | Eintracht Braunschweig      |

## Clasificación
| Pos. | Equipo                   | Pts. | PJ | G  | E  | P  | GF | GC | Dif. | Clasificación                                |
| ---- | ------------------------ | ---- | -- | -- | -- | -- | -- | -- | ---- | -------------------------------------------- |
| 1    | Hamburgo SV (C)          | 48   | 34 | 18 | 12 | 4  | 95 | 45 | +50  | Clasificado a la Copa de Campeones de Europa |
| 2    | FC Colonia               | 45   | 34 | 18 | 9  | 7  | 72 | 38 | +34  | Clasificado a la Copa de la UEFA             |
| 3    | Bayern de Múnich         | 43   | 34 | 20 | 3  | 11 | 77 | 56 | +21  | Clasificado a la Recopa de Europa            |
| 4    | 1. FC Kaiserslautern     | 42   | 34 | 16 | 10 | 8  | 70 | 61 | +9   | Clasificado a la Copa de la UEFA             |
| 5    | Werder Bremen            | 42   | 34 | 17 | 8  | 9  | 61 | 52 | +9   | Clasificado a la Copa de la UEFA             |
| 6    | Borussia Dortmund        | 41   | 34 | 18 | 5  | 11 | 59 | 40 | +19  | Clasificado a la Copa de la UEFA             |
| 7    | Borussia Mönchengladbach | 40   | 34 | 15 | 10 | 9  | 61 | 51 | +10  |                                              |
| 8    | Eintracht Frankfurt      | 37   | 34 | 17 | 3  | 14 | 83 | 72 | +11  |                                              |
| 9    | VfB Stuttgart            | 35   | 34 | 13 | 9  | 12 | 62 | 55 | +7   |                                              |
| 10   | VfL Bochum               | 32   | 34 | 12 | 8  | 14 | 52 | 51 | +1   |                                              |
| 11   | Eintracht Braunschweig   | 32   | 34 | 14 | 4  | 16 | 61 | 66 | −5   |                                              |
| 12   | Arminia Bielefeld        | 30   | 34 | 12 | 6  | 16 | 46 | 50 | −4   |                                              |
| 13   | 1. FC Núremberg          | 28   | 34 | 11 | 6  | 17 | 53 | 72 | −19  |                                              |
| 14   | Karlsruher SC            | 27   | 34 | 9  | 9  | 16 | 50 | 68 | −18  |                                              |
| 15   | Fortuna Düsseldorf       | 25   | 34 | 6  | 13 | 15 | 48 | 73 | −25  |                                              |
| 16   | Bayer Leverkusen         | 25   | 34 | 9  | 7  | 18 | 45 | 72 | −27  | Clasificado a la promoción de permanencia    |
| 17   | SV Darmstadt 98 (D)      | 21   | 34 | 5  | 11 | 18 | 46 | 82 | −36  | Descenso a la 2. Bundesliga                  |
| 18   | MSV Duisburgo (D)        | 19   | 34 | 8  | 3  | 23 | 40 | 77 | −37  | Descenso a la 2. Bundesliga                  |

 Fuente: BDFutbol
| Bundesliga                    |
|                               |
| Campeón Hamburgo SV 2º título |

## Resultados
| Local \ Visitante        | ARM | BAL | BAY | BOC | BOD | BOM | COL | DAR | DUI | EBR | EFR | FOR | HAM | KAI | KAR | NUR | STU | WER |
| ------------------------ | --- | --- | --- | --- | --- | --- | --- | --- | --- | --- | --- | --- | --- | --- | --- | --- | --- | --- |
| Arminia Bielefeld        | —   | 1–3 | 1–2 | 2–0 | 1–1 | 5–0 | 0–2 | 1–1 | 2–0 | 2–1 | 3–0 | 1–1 | 1–1 | 2–0 | 3–0 | 2–0 | 1–0 | 0–2 |
| Bayer Leverkusen         | 2–2 | —   | 0–2 | 0–3 | 2–1 | 0–0 | 1–1 | 3–2 | 2–1 | 1–0 | 1–2 | 1–1 | 0–3 | 0–1 | 2–1 | 4–0 | 0–0 | 1–3 |
| Bayern de Múnich         | 3–2 | 6–2 | —   | 1–0 | 1–1 | 3–1 | 1–1 | 4–1 | 4–0 | 3–1 | 3–2 | 7–0 | 3–4 | 4–2 | 4–1 | 1–1 | 1–0 | 3–1 |
| VfL Bochum               | 1–1 | 3–1 | 3–1 | —   | 0–0 | 1–1 | 3–1 | 1–0 | 2–2 | 2–0 | 3–2 | 3–0 | 2–1 | 1–2 | 3–1 | 2–0 | 3–3 | 0–2 |
| Borussia Dortmund        | 3–0 | 2–0 | 2–0 | 3–2 | —   | 2–3 | 1–0 | 4–0 | 2–1 | 1–2 | 0–2 | 4–2 | 2–3 | 2–2 | 4–0 | 3–1 | 2–3 | 1–0 |
| Borussia Mönchengladbach | 3–1 | 3–1 | 3–0 | 4–2 | 0–1 | —   | 0–2 | 6–1 | 4–2 | 4–2 | 1–0 | 3–0 | 1–3 | 2–2 | 2–2 | 4–2 | 0–0 | 2–4 |
| FC Colonia               | 0–1 | 5–2 | 4–0 | 1–0 | 1–0 | 3–0 | —   | 1–1 | 3–0 | 3–0 | 2–0 | 3–0 | 1–1 | 3–4 | 2–0 | 4–1 | 3–0 | 4–2 |
| SV Darmstadt 98          | 1–0 | 1–3 | 1–2 | 2–0 | 1–3 | 1–1 | 2–4 | —   | 3–2 | 2–3 | 1–4 | 2–2 | 2–2 | 0–0 | 2–6 | 2–1 | 3–3 | 1–1 |
| MSV Duisburgo            | 1–3 | 2–1 | 2–3 | 1–0 | 1–2 | 0–1 | 1–0 | 0–2 | —   | 5–2 | 4–2 | 2–1 | 1–2 | 3–1 | 1–1 | 3–2 | 1–2 | 0–1 |
| Eintracht Braunschweig   | 3–1 | 5–1 | 3–1 | 2–1 | 0–1 | 0–1 | 4–4 | 3–0 | 2–1 | —   | 4–1 | 4–2 | 2–1 | 2–1 | 0–0 | 4–2 | 2–0 | 1–1 |
| Eintracht Frankfurt      | 2–1 | 3–2 | 4–3 | 0–1 | 1–4 | 3–0 | 4–2 | 2–1 | 4–1 | 4–2 | —   | 4–0 | 3–2 | 2–2 | 4–1 | 3–1 | 4–1 | 9–2 |
| Fortuna Düsseldorf       | 4–1 | 5–1 | 1–2 | 2–1 | 0–0 | 0–2 | 1–1 | 2–2 | 2–0 | 1–1 | 2–2 | —   | 3–3 | 4–2 | 2–0 | 1–1 | 2–3 | 0–0 |
| Hamburgo SV              | 3–1 | 0–0 | 4–1 | 2–2 | 2–2 | 1–1 | 3–1 | 6–1 | 7–0 | 4–2 | 2–0 | 6–1 | —   | 4–0 | 3–3 | 6–1 | 1–1 | 5–0 |
| 1. FC Kaiserslautern     | 4–0 | 5–2 | 2–1 | 3–3 | 2–1 | 3–2 | 1–1 | 3–1 | 3–0 | 5–3 | 6–2 | 1–1 | 1–1 | —   | 2–1 | 2–1 | 3–2 | 1–1 |
| Karlsruher SC            | 2–1 | 1–2 | 4–1 | 2–2 | 0–2 | 1–1 | 1–4 | 3–1 | 2–0 | 2–1 | 2–2 | 1–0 | 2–2 | 1–1 | —   | 3–2 | 0–2 | 3–0 |
| 1. FC Núremberg          | 1–0 | 3–2 | 0–3 | 2–1 | 3–0 | 3–2 | 1–3 | 1–1 | 0–0 | 4–0 | 5–3 | 2–2 | 0–3 | 4–2 | 3–1 | —   | 0–0 | 2–1 |
| VfB Stuttgart            | 2–3 | 4–2 | 0–3 | 3–3 | 0–2 | 2–2 | 1–1 | 1–0 | 4–1 | 2–0 | 5–2 | 3–2 | 1–2 | 4–0 | 5–1 | 1–2 | —   | 2–4 |
| Werder Bremen            | 1–0 | 0–0 | 2–0 | 3–1 | 2–0 | 0–1 | 1–1 | 4–4 | 5–1 | 2–0 | 2–1 | 4–1 | 3–2 | 0–1 | 2–1 | 3–1 | 2–2 | —   |

## Promoción
Bayer Leverkusen tuvo que jugar un play-off de ida y vuelta contra el tercer lugar de la 2. Bundesliga, Kickers Offenbach, para mantener la categoría. Leverkusen ganó 3-1 en el global y así se mantuvo en la Bundesliga.
| 4 de junio de 1982 | Kickers Offenbach | 0–1                 | Bayer Leverkusen | Bieberer Berg, Offenbach del Meno,        |                                           |
|                    |                   | (en alemán) Reporte | Herzog 55'       | Árbitro(s): Werner Föckler (Bad Dürkheim) | Árbitro(s): Werner Föckler (Bad Dürkheim) |

| 9 de junio de 1982 | Bayer Leverkusen | 2–1                 | Kickers Offenbach | Ulrich-Haberland-Stadion, Leverkusen, |                                    |
|                    | Szech 27' 59'    | (en alemán) Reporte | Walz 3'           | Árbitro(s): Jan Redelfs (Hannover)    | Árbitro(s): Jan Redelfs (Hannover) |

## Goleadores
27 goles
- Horst Hrubesch (Hamburgo SV)

22 goles
- Manfred Burgsmüller (Borussia Dortmund)

21 goles
- Dieter Hoeneß (FC Bayern Múnich)

18 goles
- Paul Breitner (FC Bayern Múnich)
- Uwe Reinders (SV Werder Bremen)

17 goles
- Ronald Worm (Eintracht Braunschweig)

16 goles
- Peter Cestonaro (SV Darmstadt 98)

15 goles
- Pierre Littbarski (FC Colonia)
- Norbert Meier (SV Werder Bremen)
- Kurt Pinkall (Borussia Mönchengladbach)
- Tony Woodcock (FC Colonia)